# Hiroshi Kajiwara

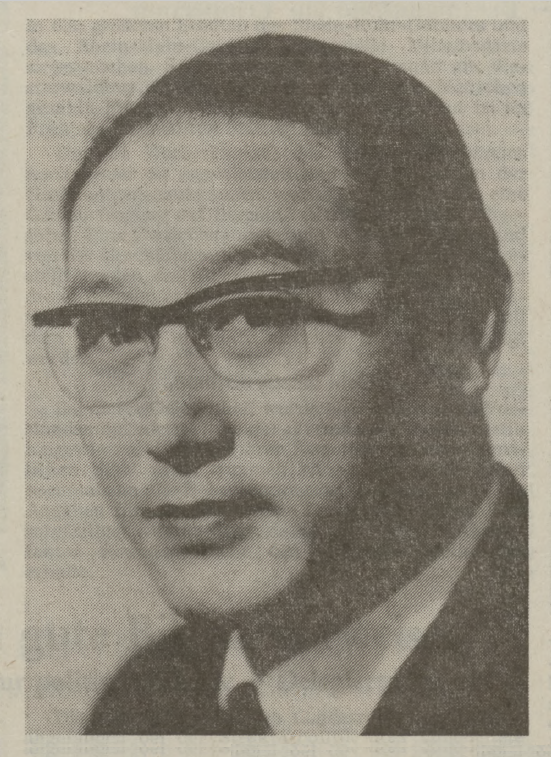
Hiroshi Kajiwara (1981)

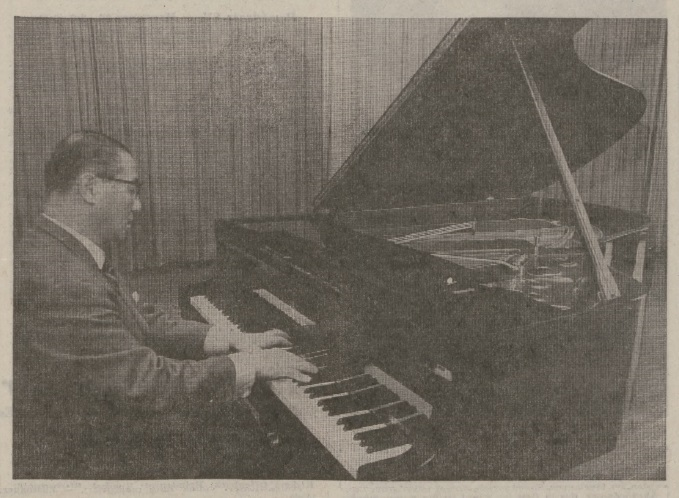
Hiroshi Kajiwara spielt am neuen Steinway-Konzertflügel in der Aula des Freiherr-vom-Stein-Gymnasiums in Betzdorf im Februar 1976

Hiroshi Kajiwara (japanisch 梶原完; * 9. November 1924 in Shanghai; † 1989 in Deutschland) war ein japanischer Pianist, ein Klaviervirtuose von internationalem Rang und Musikpädagoge. In Japan war Kajiwara unter dem Namen Kajiwara Kan und Kajikan bekannt.

## Jugend und Ausbildung
Seine Mutter Tsuneko Koyama war Professorin am Tokyo Women’s Technical College. Er war der jüngere von zwei Brüdern. Weil sein Vater in Shanghai für das Büro der Forschungsabteilung der Mandschurischen Eisenbahn arbeitete, wurde Hiroshi als Japaner in Shanghai geboren. 1929 kehrte seine Mutter mit ihm und seinem älteren Bruder nach Japan zurück. Er besuchte die Seino Elementary School und die Tokyo Prefectural Junior High School No. 7, wo er unter Nori Tanaka, Eiichi Hagiwara und Naotoshi Fukui Klavier studierte. Er absolvierte die Tokyo Prefectural Shichi Junior High School. Als Schüler der Junior High School bei einer Veranstaltung zum Todestag eines früheren Tennō spielte er Beethovens Mondscheinsonate und Chopins Fantaisie-Impromptu und erhielt großen Beifall. An der Tokyo Music School war er ein gefragter Klavierbegleiter. Er übte oft etwa 10 Stunden am Tag, um seine Technik zu verbessern. Nach Erwerb der Hochschulreife schrieb er sich zum Studium an der Tokyo National University of Fine Arts and Music ein. Nach dem Abschluss gab er verstärkt Auftritte, spielte Solos und Konzerte, um sich Geld für Solokonzerte und Studien in Übersee zu verdienen.

## Musikalische Karriere
Während er an der Universität als Teilzeit-Dozent arbeitete, war er auch als Pianist beruflich tätig. Er war mit Kuma Dan, Yasushi Akutagawa, Kojun Saito, Tetsuaki Hagiwara und anderen Mitglied der Militärkapelle der Toyama School of the Army. Er wurde Assistenzprofessor für Musik an der Tokyo National University of Fine Arts and Music. Sein erstes Recital gab er in der Hibiya Public Hall. Später studierte er noch in Österreich und Deutschland. Im Rahmen seines weiteren Klavierstudiums war er auch Meisterschüler von Artur Schnabel.
Zwischen November 1946 und Mai 1948 entstand das Klavierkonzert von Fumio Hayasaka, das am 22. Juni 1948 in Tokyo mit Hiroshi Kajiwara als Solist und dem Toho Symphony Orchestra (dem heutigen Tokyo Symphony Orchestra) unter Masashi Ueda uraufgeführt wurde.
Kajiwara war der erste Pianist, der vor und während des Krieges in Japan ausgebildet wurde und auf europäischen Bühnen spielte.

## Konzerte und Wirken in Europa

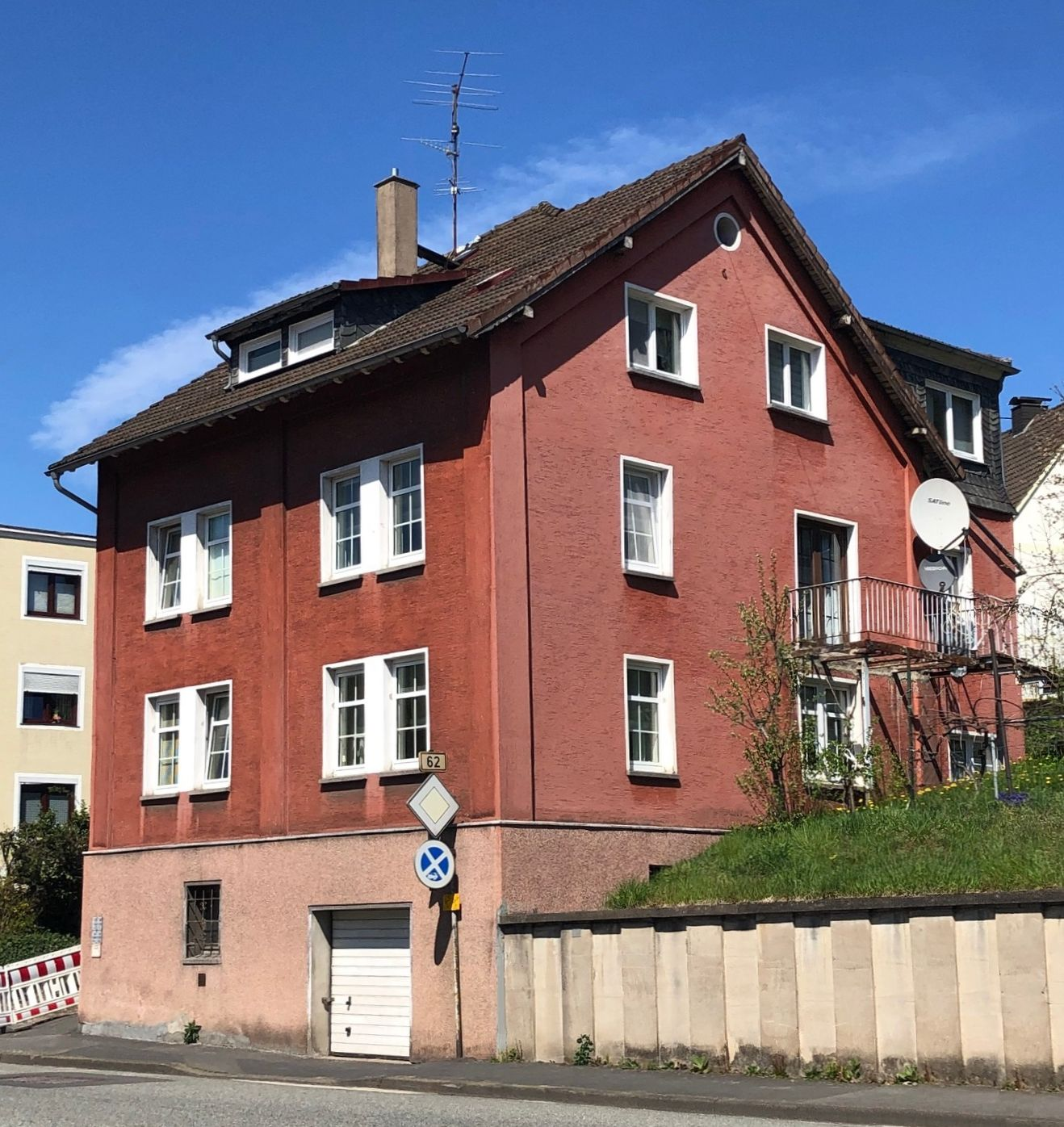
Gebäude des damaligen Adorfschen Musikkonservatoriums in Betzdorf/Sieg

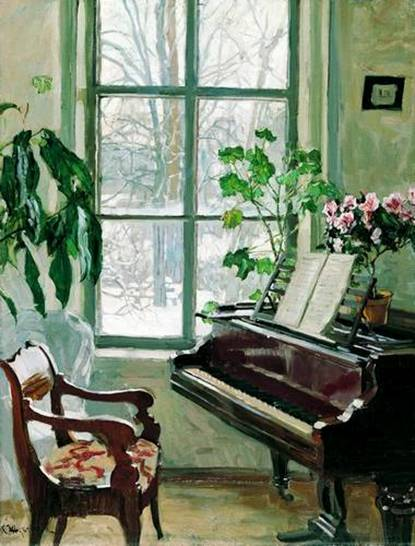
Gemälde eines Klavierzimmers (Stanisław Żukowski)

In den 50er Jahren siedelte Hiroshi Kajiwara in Begleitung seiner Mutter dauerhaft nach Europa über und studierte weiter bei Alfred Cortot. Er war Konzertpianist und spielte in ganz Europa, von Skandinavien im Norden bis Palermo im Süden. Zu einer Zeit spielte er auf etwa 50 Konzerten pro Jahr. Neben seinen internationalen Konzertreisen und Klavierabenden im näheren Umkreis gab Kajiwara Klavierunterricht am Adorf'schen Konservatorium, das sich von 1950 bis 1990 in Betzdorf im Raum Siegen befand. Sein großes Repertoire verdankte er seiner ausgezeichneten Gedächtnisleistung Notentexte und gehörte Musik nach dem ersten Lesen bzw. Hören abzuspeichern und zu spielen.
Der erste Bericht aus dem Archiv der Siegener Zeitung von einem Klavierkonzert in Würgendorf 1958 trägt die Überschrift: „Ein Stern am Pianistenhimmel“. In der Zeitungskritik steht, aus Werken von Mozart, Beethoven, Chopin, Kiyose, Tschaikowsky und Liszt habe er tiefempfundene Aussagen gemacht mit einer reifen musikalischen Gestaltung. Er sei ein Pianist von außergewöhnlichem Talent, der eine makellose Technik beherrscht, hervorragende künstlerische Fähigkeiten in Verbindung mit feiner Empfindsamkeit. Er spielte auch drei japanische Volkstänze. In jedem Vortrag läge eine breite Spielkultur, Klarheit, Klangschönheit und Brillanz. Es folgen viele ähnliche Konzertkritiken aus den Jahren 1964 bis 1989, in einer bezeichnete man ihn als „geistvollen Pianisten mit großem Tun“.
Er besaß eine freundliche Persönlichkeit. Sein Haus war ein Treffpunkt für seine Freunde. Als Lehrer lud er seine Schüler oft zu sich nach Hause ein und war beliebt bei seinen Freunden und Schülern. In einer Zeit, in der er sich auf seine Lehrtätigkeit am Adorf Musikkonservatorium konzentrierte, stieg die Zahl der Schüler, die er aufnahm. Es war nicht ungewöhnlich für ihn, seine Schüler spät abends mit seinem Auto nach Hause zu fahren, da er das Unterrichten liebte.
Die Pianistin Uta Sophie Adorf, eine Tochter des Gründers, Pianisten wie Hans-Georg Gaydoul, oder beispielsweise der Chorleiter und Vorsitzende des Internationalen Chorleiterverbandes Matthias Merzhäuser und andere bedeutende Musiker erhielten als Kinder und im Jugendalter Klavierunterricht von ihm. Die Karriere des Violinisten Bernhard Wacheux begann im Raum Siegen, als er mit Hiroshi Kajiwara im Duo spielen konnte.
„Beim Studium der Wiederveröffentlichung von Czernys Über den richtigen Vortrag der sämtlichen Beethovenschen Klavierwerke der Universal Edition von 1963 tauchen wir ... ein in eine faszinierende und spannende Klavierspielpraxis, wie sie in den 1950er und 1960er Jahren nur noch von Enkelschülern Schnabels, wie z. B. dem 1989 verstorbenen japanischen Virtuosen Hiroshi Kajiwara live gepflegt wurde.“ (Zitat: H. U. Behner). Einige von Kajiwara auf Konzerten gespielte Stücke wurden auf damals verfügbare Tonträger aufgenommen, unter anderem Werke von Ludwig van Beethoven, Frédéric Chopin, Ernst von Dohnányi, Emmanuel Chabrier, Antonín Dvořák, Franz Liszt und Felix Mendelssohn Bartholdy.
Hajime Okumura (1925–1994), ein japanischer Komponist, der zahlreiche Filmmusiken geschrieben hat, hatte zwei Sonatinen komponiert, die erstmals 1952 im NHK-Rundfunk zu hören waren. Hiroshi Kajiwara hörte sie im Radio und spielte sie dann zum ersten Mal in Deutschland.
Chieko Hara und Kiyoko Tanaka waren die bekanntesten japanischen Pianistinnen, die in der Vor- und Nachkriegszeit in Europa ansässig waren. Beide studierten unter Lazare Lévy am Conservatoire National de Musique in Paris und schlossen ihr Studium mit Auszeichnung ab. Beide waren Preisträgerinnen und Gewinnerinnen internationaler Wettbewerbe, so dass ihre Karrieren sehr spektakulär waren und sie weiterhin in Europa auftraten. Obwohl Kajiwara kurz nach dem Krieg ein spektakuläres Debüt in Japan gegeben hatte, nahm er nie an internationalen Wettbewerben teil und gewann auch keine Preise, so dass seine Karriere im Vergleich zu der von Chieko Hara und Kiyoko Tanaka eher bescheiden war. Die beiden Pianistinnen hatten ihre musikalische Ausbildung im französischen Stil unter Lazare Lévy erhalten. Sein Spiel als virtuoser Pianist unterschied sich von dem der beiden Pianistinnen durch einen ausgeprägt dynamischen Stil. Aus irgendeinem Grund mochte er keine Aufnahmen, und es gibt so gut wie keine Studio- oder Live-Aufnahmen seiner Musik. Die einzigen verbliebenen Quellen sind Tonbänder, die von Rundfunkanstalten für den Rundfunk gemacht wurden, und private Aufnahmen, die von seinen Schülern gemacht wurden.

## Ehrungen
1989 wurde Hiroshi Kajiwara der Gregor Wolf Preis verliehen.

## Ende seines Lebens
Er verstarb an den Folgen von Diabetes mellitus mit 64 Jahren am 29. Juli 1989 in Deutschland.